# بتا سنگتراش
بتا سنگتراش یک ستاره است که در صورت فلکی سنگتراش قرار دارد.